# پوسیدگی ریشه

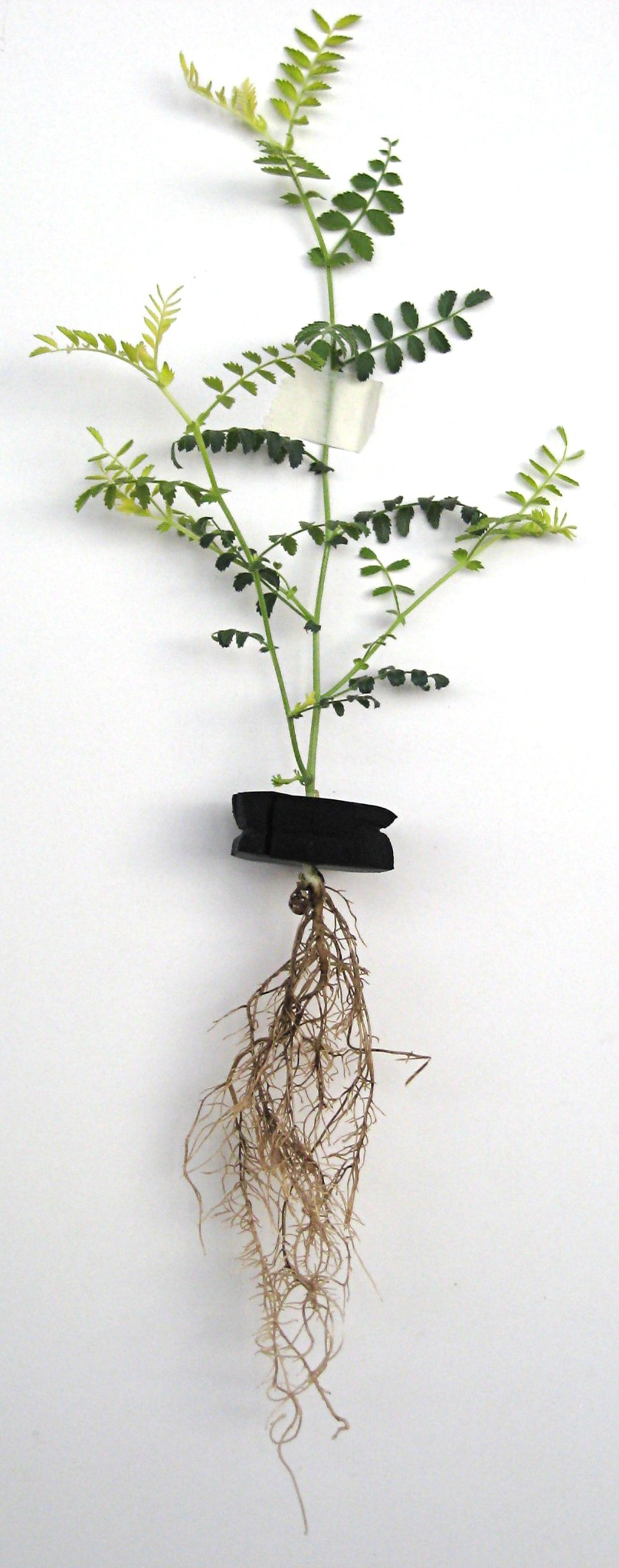
گیاه نخود (Cicer arietinum) با پوسیدگی ریشه. برگهای رنگ‌پریده به نسبت برگ‌های سالمِ سبز رنگ، تغییرات رنگی مشخصی دارند.

پوسیدگی ریشه یک بیماری گیاهی است که در آن ریشه گیاه پوسیده شده و از بین می‌رود.

## علائم و نتایج
پوسیدگی ریشه هم در گیاهان خانگی و هم در گیاهان بیرونی مانند درختان دیده می‌شود. اگر چه در گیاهان خانگی همه‌گیرتر است.
از آن جایی که ریشه گیاهان زیر خاک می‌باشند، معمولاً دیدنی نیستند، از این رو نشانه‌های پوسیدگی ریشه اغلب فقط در صورت پیشرفت بیماری و مشاهده نتایج آن در بخش هوایی گیاه مشهود است. ریشهٔ گیاهان به تأثیر پوسیدگی ریشه ممکن است از حالت سفت و رنگِ سفید به حالت نرم و رنگِ سیاه یا قهوه‌ای تبدیل شود. ریشه‌های مبتلا نیز ممکن است هنگام لمس از گیاه کنده شود. برگهای گیاهان آسیب‌دیده نیز ممکن است پژمرده شده، کوچک شده یا تغییر رنگ دهند. گیاهان مبتلا نیز ممکن است به دلیل رشد ضعیف، کمتر رشده کرده و کوتاه‌تر بمانند، یا دچار زغالک شده یا سبب شود که از تنه درختان شیره خارج شود.
پوسیدگی دیرپای ریشه ممکن است به مرگ گیاه بینجامد. در موارد شدیدتر، گیاهانی با ریشه پوسیده ممکن است ظرف ۱۰ روز از بین بروند. اگر چه می‌توان پوسیدگی ریشه را درمان کرد ولی معمولاً می‌تواند  برای گیاه کشنده باشند. یک گیاه مبتلا معمولاً زنده نخواهد ماند، اما ممکن است بتوان آنها را گیاه‌افزایی کرد.

## دلایل
پوسیدگی ریشه در درجه اول ناشی از زهکشی بدِ خاک و رطوبت بیش از اندازه در ریشه است که به دلیل آبیاری بیش از اندازه صورت می‌گیرد. قرار گرفتن طولانی در معرض آب اضافی باعث غرقاب‌شدن ریشه شده که در هوادهی ریشه‌ها تداخل ایجاد می‌کند و منجر به کمبود اکسیژن و پوسیدگی می‌شود. کاشت در خاک متراکم که امکان اکسیژن‌دهی را فراهم نکند نیز می‌تواند به پوسیدگی ریشه بینجامد. پوسیدگی می‌تواند از ریشه‌های آسیب‌دیده به ریشه‌های دیگر منتقل شود. نور و کود زیاد یا ناکافی نیز می‌تواند احتمال پوسیدگی ریشه گیاه را افزایش دهد.
فراتر از غرقاب ریشه که گفته شد، بسیاری از موارد پوسیدگی ریشه با عوامل بیماری‌زا مانند تیره آب‌کپک به نام گیاه‌کش می‌شود. خصوصاً گونه P. cinnamomi. سایر عوامل بیماری‌زای مسئول معمول شامل پیتیوم، ریزوکتونیا و فوزاریوم هستند. هاگ‌های عامل پوسیدگی ریشه به آلودگی گیاهان دیگر نیز می‌انجامد اما تا زمانی که ریشه فرصت خشک شدن را داشته و رطوبت کافی وجود نداشته باشد پوسیدگی نمی‌تواند حفظ شود. هاگ‌ها هوا برد هستند یعنی در هوا زنده می‌ماند، ولی افزون بر آن توسط حشرات و بندپایان دیگر نیز در خاک حمل می‌شوند. محیطِ مرطوب خاکِ غرقاب‌شده باعث رشد این قارچ‌ها می‌شود و به آنها امکان ایجاد عوامل بیماری‌زا را می‌دهد. خاک باغ اغلب حاوی هاگ‌های بیماری‌زا است بنابراین توصیه نمی‌شود که برای نگهداری گیاهان خانگی به کار برده شوند.
دیگر دلایل پوسیدگی ریشه عبارتند از:
- آرمیلاریا که باعث بیماری پوسیدگی ریشه می‌شود.
- فیتوفثورا کاکتوروم
- پوسیدگی ریشه تگزاس
- رزلینا نکاتریکس
- سیتینسترما گلاکتینم

## درمان و پیشگیری
کارآمدترین روش درمان پوسیدگی ریشه پیشگیری است. گیاهانی که دچار بیماری شده‌اند باید از بین برده شوند. در مواردی که پوسیدگی ریشه‌ای موضعی است، پیشنهاد می‌شود که گیاه آسیب دیده کاملاً از بین برود و خاک اطراف آن نیز جایگزین شود.
راهکارهای درمانی به اندازه پوسیدگی بستگی دارد. پیشنهاد می‌شود که گیاهِ آسیب‌دیده را در خاک تازه با زهکشی خوب کاشت تا از گرفتگی آب و غرقاب جلوگیری شود. همچنین پیشنهاد می‌شود ریشه‌های بیمار را به آرامی شسته و تمام قسمتهای قهوه‌ای و نرم ریشه‌ها را با قیچیِ گندزدایی‌شده از بین برد. درمان سریع و کاشت دوباره گیاه برای جلوگیری از همه‌گیریِ بیماری به دیگر گیاهان آسیب‌دیده و رشد ریشه‌های جدید برای گیاه آسیب‌دیده ضروری است. از درمان‌های شیمیایی مانند قارچ‌کش‌ها، کلروپیکرین و برومو متان نیز می‌توان برای محدود کردنِ پیشرفت بیماری به کار برد اما باید ویژه عامل بیماری‌زا باشد.
برخی منابع ادعا می‌کنند که پودر دارچین روش درمانی مؤثری برای کاهشِ سرعتِ گسترشِ بیماری است که روی بافت در معرض بیماری قرار می‌گیرد. ادعا می‌شود دارچین به‌طور بالقوه به عنوان یک قارچ‌کش نیز عمل می‌کند.
پیشنهاد می‌شود برای جلوگیری از بازگشت و پیشرفت پوسیدگی ریشه گیاهان فقط هنگامی که خاک خشک شده باشد آبیاری شوند و گیاه در گلدانی که خوب زهکشی شده باشد کاشته شود. گلدان‌هایی که گیاهان بیمار در آنها کاشته شده بودند باید با آب ژاول گندزدایی شوند تا هاگ‌های احتمالی کشته شوند. این امر سبب می‌شود که تأثیر هاگ‌های قارچ بر گیاهان کاشته شده در آینده جلوگیری شود. پیشنهاد می‌شود خاک اطراف گیاه تا اندازه ممکن خشک نگه داشته شود و هر از چند گاه با تکه چوبی سوراخ‌هایی را در خاک بازی کنید تا مناسب انجام شود.

## آب‌کشت
در آب‌کشت اگر آب به خوبی هوادهی نشود پوسیدگی ریشه رخ می‌دهد. هوادهی معمولاً با به‌کارگیری از پمپ هوا، سنگ‌های هوایی و گرمایش و تهویه‌هوا با تنظیم فرکانس و در صورت لزوم طول چرخه‌های آبیاری انجام می‌شود. عملکرد پمپ‌های هوای هیدروپونیک تقریباً مانند پمپ‌های آکواریوم است و برای همین هدف نیز به‌کار می‌رود. پوسیدگی ریشه و دیگر مشکلات برخاسته از هوادهی ضعیفِ آب، از دلایل اصلی ساختن هواکشت است.